# Edrosa
Edrosa ist eine Gemeinde (Freguesia) im portugiesischen Kreis Vinhais. In ihr leben 139 Einwohner (Stand 19. April 2021).